# Édouard Grenier
Édouard Grenier (* 20. Juni 1819 in Baume-les-Dames, Département Doubs; † 5. Dezember 1901 ebenda) war ein französischer Diplomat und Schriftsteller. Sein Bruder war der Maler Claude Jules Grenier.

## Leben
Édouard Grenier bekam nach seinem Studium eine Anstellung im diplomatischen Dienst und wirkte während der Zweiten Republik als Botschaftssekretär der französischen Gesandtschaft in Bern. Nach dem Staatsstreich vom 2. Dezember 1851 verlor er seinen Posten und kehrte nach Frankreich zurück.
Wenig später wirkte er für einige Zeit als Erzieher am Hof von Gospodar Grigore Alexandru Ghica im Fürstentum Moldau. Während dieser Zeit lernte Grenier den Schriftsteller Vasile Alecsandri und dessen Werke kennen; einiges davon übersetzte Grenier und machte damit Alecsandri in Frankreich bekannt.
Nach seiner Rückkehr begann Grenier für mehrere Zeitschriften zu schreiben: Revue des Deux Mondes, La Revue blanche u. a. Befreundet mit Sully Prudhomme kam er mit den Parnassiens in Kontakt und Alphonse Lemerre forderte ihn dann auch zur Teilnahme an der später berühmt gewordenen Anthologie Le Parnasse contemporain auf. Er selbst sah sich nach eigenem Bekunden „nur“ im Umfelde der Parnassiens und eher als „Wahlverwandter“ von Alphonse de Lamartine und dessen Generation.

## Werke (Auswahl)
Lyrik
- Chants d’un patriote. 1900.
- Petits poèmes. 1859.
- Poèmes dramatiques. 1861.
- Poèmes épars. 1889.

Theaterstücke
- Cédric XXIII. 1885.
- La fiancée de l’ange. 1880.
- Jacqueline Bonhomme. Tragédie moderne. 1878.
- Melitta. 1881.
- Prologue de Julien l’Apostat. 1889.

Übersetzungen
- Johann Wolfgang von Goethe: Le renard. Hetzel, Paris 1867. Digitalisierte Ausgabe der Universitäts- und Landesbibliothek Düsseldorf